# Vladimir Stipetić
Vladimir Stipetić (Zágráb, 1928. január 27. – Zágráb, 2017. július 23.), horvát közgazdász, egyetemi tanár, a Zágrábi Egyetem rektora.

## Pályafutása
1951-ben szerzett diplomát a Zágrábi Egyetem Közgazdaságtudományi Karán, ahol 1956-ban doktorált. 1960-ban adjunktussá, 1968-tól rendes tanárrá választották. 1958-ban az Oxfordi Egyetemen posztdoktori képzésben vett részt. Diplomája megszerzése után 1960-ig a Radio Zagrebnél, a Közgazdaságtudományi Intézetben és Belgrádban a Szövetségi Közgazdaságtudományi Intézetben dolgozott. 1967 és 1968 között az Egyesült Államok több egyetemére (Ames, Yale és Stanford) meghívták vendégprofesszornak. 1970/1971-ben a Közgazdaságtudományi Kar dékánja volt. 1986 és 1989 között a Zágrábi Egyetem rektora volt. A két éves rektori mandátum lejárta után még egy félév volt hátra a következő rektor, Zvonomir Šeparović hivatalba lépéséig, ezért addig tisztségében maradt.
Ezután állami feladatokat látott el (a Horvát Szocialista Köztársaság Parlamentje Végrehajtó Tanácsában, a Jugoszláv Szövetségi Köztársaság tartományi tanácsában, és a SIV Gazdasági Tanácsában). 1973-tól a Horvát Tudományos és Művészeti Akadémia rendes tagja. Hosszú évekig vezette a Történettudományi Intézetet. 1978 és 2006 között a dubrovniki Horvát Tudományos és Művészeti Akadémia Történeti Tudományok Intézete „Annals” című folyóiratának főszerkesztője volt. Közben 1974 és 1978 között a jugoszláv parlament közgyűlésének tagja volt. Jugoszláv Nemzeti Bizottság elnökeként nemzetközi politikai szerepet játszott 1973-tól 1982-ig a FAO-nál, valamint 1978 és 1981 között az Egyesült Nemzetek Szervezete Világélelmezési Tanács alelnökeként (amelynek 1976-tól 1985-ig) állandó tagja volt. 2000-ben a Zágrábi Egyetem professor emeritusává választották. Szerkesztője volt az Informator és az akadémia által kiadott több kiadványnak. Több mint 30 könyve jelent meg Jugoszlávia gazdaságáról és az agrárgazdaságról.

## Munkássága
Gazdag tudományos pályafutása nagy részét a közgazdaságtan különböző aspektusainak kutatásával töltötte. Sokéves kutatói pályafutását az általa írt több mint 60 könyv, tanulmány, cikk és vitairat fémjelzi. A középiskolák számára is írt tankönyveket, közreműködött az enciklopédiák, lexikonok szerkesztésében. Könyvei közül tucatnyit (többek között a „Jugoszlávia mezőgazdasága 1945-1975”, és a „Szocialista gondolkodás és gyakorlat”) lefordítottak világnyelvekre, franciára, németre, oroszra, olaszra és kínaira. Egyik munkáját, „A Szocialista Jugoszlávia mezőgazdaságának fejlődése”, kínaira is lefordították és 1980-ban adták ki. A szakmai munkák mellett, amelyek témája szorosan kapcsolódott a mezőgazdasághoz és a húsiparhoz statisztikai adatokkal valamint az államok gazdasági és politikai irányvonalainak eldöntésére szolgáló művekkel is foglalkozott. Írt műveket a gazdaságtörténet és demográfia területéről. A modern idők számára a referenciakönyv „A horvát gazdaság fejlődésének két évszázada (1820-2005)” című, a horvát akadémia kiadásában megjelent gazdaságtörténeti műve.

## Főbb művei
- Građa za gospodarsku povijest Hrvatske JAZU, 1959
- Jugoslovensko tržište poljoprivrednih proizvoda (tražnja, ponuda, spoljna trgovina i cijene). Beograd, Zadružna knjiga, 1964
- Poljoprivreda i privredni razvoj. Zagreb: Informator, Ekonomska biblioteka, 1969; második bővített és kiegészített kiadás, 1985
- Međurepublički promet poljoprivrednih proizvoda u Jugoslaviji. Beograd: Zavod za istraživanje tržišta (ZIT) i Privredni pregled, 1974 (társszerzők: V. Milojković és B. Obradović)
- Prijeti li glad? Naše i svjetske rezerve hrane do 1985. Svjetska prehrambena kriza i jugoslavenska agrarna politika. Zagreb: Globus, 1976
- Poljoprivreda u vanjskoj trgovini Jugoslavije 1953-1975 (társszerző: P. Grahovac). Zagreb: Informator, 1977
- Ekonomika Jugoslavije, Opći dio (társszerző és szerkesztő), hetedik, javított és kiegészített kiadás, Zagreb: Informator, 1984
- Ekonomika Jugoslavije, Posebni dio, hetedik, javított és kiegészített kiadá, Zagreb: Informator, 1988., nyolcadik, reprint kiadás, Zagreb, 1990
- Studije iz povijesti naše ekonomske misli. Zagreb, Samobor, 1989
- Povijest hrvatske ekonomske misli, 1298-1847. Zagreb: Golden Marketing, 2001
- Povijesna demografija Hrvatske. Zagreb-Dubrovnik: Zavod za povijesne znanosti HAZU u Dubrovniku, 2004 (társszerző: Nenad Vekarić)[7]